# Comité Paralímpico Maltés
El Comité Paralímpico Maltés es el comité paralímpico nacional que representa a Malta. Esta organización es la responsable de las actividades deportivas paralímpicas en el país. Es miembro del Comité Paralímpico Internacional y del Comité Paralímpico Europeo.